# Two the Hard Way Tour
El Two The Hard Way Tour (también conocido como Allman and Woman Tour) fue la segunda gira de conciertos brindado por la cantante pop y actriz estadounidense Cher y el cantante Gregg Allman.

## Lista de canciones
1. "Matthew's Arrival"
2. "Trouble No More"
3. "Don't Keep Me Wonderin'"
4. "Queen Of Hearts"
5. "Let This Be a Lesson to Ya"
6. "Sweet Feelin'"
7. "One More Try"
8. "Oncoming Traffic"
9. "Come and Go Blues"
10. "Bring It On Back"
11. "Leave My Blues at Home"
12. "Whipping Post"
13. "Move Me" (with Cher)
14. "Do What You Gotta Do" (with Cher)
15. "Midnight Rider"

- "You've Really Got a Hold on Me"
- "Love the One You're With"
- "Love Me"
- "Half-Breed"

## Fechas de la gira
| Fecha                   | Ciudad             | País         | Lugar                      |
| ----------------------- | ------------------ | ------------ | -------------------------- |
| 8 de julio de 1977      | Osaka              | Japón        | Kokousai Hall              |
| 6 de noviembre de 1977  | Ámsterdam          | Países Bajos | Desconocido                |
| 9 de noviembre de 1977  | Bruselas           | Bélgica      | Theatre 140                |
| 11 de noviembre de 1977 | París              | Francia      | Théâtre des Champs-Élysées |
| 14 de noviembre de 1977 | Liverpool          | Inglaterra   | Liverpool Empire Theatre   |
| 17 de noviembre de 1977 | Cardiff            | Gales        | Cardiff University         |
| 19 de noviembre de 1977 | Birmingham         | Inglaterra   | Birmingham Hippodrome      |
| 20 de noviembre de 1977 | Glasgow            | Escocia      | The Apollo                 |
| 22 de noviembre de 1977 | Mánchester         | Inglaterra   | Manchester Apollo          |
| 24 de noviembre de 1977 | Londres            | Inglaterra   | Rainbow                    |
| 28 de noviembre de 1977 | Berlín             | Alemania     | Hochschule der Künste      |
| 29 de noviembre de 1977 | Hamburgo           | Alemania     | Musikhalle                 |
| 30 de noviembre de 1977 | Fráncfort del Meno | Alemania     | Stadthalle Offenbach       |
| 3 de diciembre de 1977  | Düsseldorf         | Alemania     | Philipshalle               |
| 4 de diciembre de 1977  | Colonia            | Alemania     | Messehalle 8               |